# Tatort: Ein Fall für Ehrlicher
Ein Fall für Ehrlicher ist ein Fernsehfilm aus der Kriminalreihe Tatort der ARD, des ORF und SRF. Der Film wurde vom MDR unter der Regie von Hans-Werner Honert produziert und am 19. Januar 1992 erstmals ausgestrahlt. Es handelt sich um die Tatort-Folge 253. Als Ermittlerteam in Dresden ist es für Kriminalhauptkommissar Bruno Ehrlicher und seinen Kollegen Kain der erste Fall, in dem sie ermitteln.

## Handlung
Daniel Tuskiewitsch, ein polnischer Bauarbeiter, steht kurz vor der Hochzeit mit Anne Beck, der Mutter von Katja. Um seine zukünftige Stieftochter, die die Hochzeit kritisch sieht, doch noch zur Feier einzuladen, trifft er sich mit ihr im Bootshaus der Familie.
Als die Tochter am nächsten Tag nicht bei der Feier erscheint, beginnen Ehrlicher und Kain am Bootshaus mit der Suche. Ein Angler hatte dort Schreie gehört und daraufhin die Polizei gerufen. An einem Boot finden sich auch Spuren eines Verbrechens. 
Da Hauptkommissar Ehrlicher und sein Assistent Kain derzeit in einer Reihe von Sexualverbrechen ermitteln, glaubt der neue Vorgesetzte der Dienststelle Veigl, ein Bayer, der Ehrlicher vor die Nase gesetzt wurde, an einen Zusammenhang mit den anderen Sexualstraftaten; Ehrlicher und Kain sind misstrauisch, da die Tatumstände nicht zu den anderen Fällen passen.
Ehrlicher hat außerdem familiäre Probleme: Sein Sohn Tommi reißt die alte Veranda am Haus ab und möchte eine Kneipe eröffnen. Ehrlicher hängt an dem alten Anbau, den er mühevoll zu DDR-Zeiten errichtet hat, möchte keine Kneipe im Haus und missbilligt, dass Tommi zum Aufbau auch auf Schwarzarbeit zurückgreift.
Der Sexualtäter kann schnell gefunden werden und es zeigt sich, dass er tatsächlich nichts mit Katja Becks Verschwinden zu tun hat. Ehrlicher ermittelt daraufhin weiter und erfährt, dass Tuskiewitsch mit Katja eine kurze Affäre hatte. Er nimmt ihn daraufhin vorläufig fest und konfrontiert seine Frau Anne mit dem Vorfall.
Anne trifft sich daraufhin mit Uli, einem Rassisten, der auch auf der Baustelle arbeitet und Katjas Freund ist. Ihr gegenüber behauptet er, Daniel habe Katja vergewaltigt. Zu Hause angekommen, trifft sie auf den mittlerweile entlassenen Daniel, der gerade dabei ist, die gemeinsame Wohnung zu verlassen. Anne Beck konfrontiert Veigl mit dem Vergewaltigungsvorwurf und stellt Ehrlichers Integrität in Frage. Sie wird aber von diesem beruhigt; Ehrlicher sei vertrauenswürdig und erfahren. 
Als Daniel am nächsten Tag wieder auf der Baustelle seine Arbeit antreten möchte, wird er dort von allen angestarrt und schreit sich schließlich seinen Frust von der Seele, bevor er ins Bootshaus flüchtet, das mit den Worten „Polensau“ beschmiert wurde. Katjas Vater lauert ihm dort auf, bedroht ihn und stellt ihn zur Rede. Da Daniel ihm nichts sagen kann, schlägt er ihn schließlich zusammen.
Katja Beck taucht unterdessen wieder auf. Ehrlicher sucht sie daraufhin bei ihrer Mutter, erfährt dort aber nur von Katjas leiblichem Vater, dass „der Pole“ tot und Katja zum Bootshaus gefahren sei. Dort angekommen, finden sie tatsächlich den erhängten Daniel Tuskiewitsch. Katja liegt tot in einem Boot, das ein Angler mit seinem Kahn inzwischen an Land geschleppt hat. Katjas Mutter kann Ehrlicher an der Albertbrücke aufgreifen und zum Bootshaus bringen, wo sie zugibt, ihre Tochter im Affekt getötet zu haben, als diese ihr alles gestanden hatte. Uli gibt zu Protokoll, dass Katja die ganze Zeit bei ihm gewohnt und sich tot gestellt habe, um die Hochzeit zu verhindern.

## Produktion
Der Film wurde noch vom Deutschen Fernsehfunk produziert und vom MDR als erster Beitrag zur Tatort-Reihe gezeigt. Es ist der erste Film mit dem Ermittlerduo Ehrlicher und Kain, dem 44 weitere folgen sollten. Die Idee, einen „Ostkrimi“ zu drehen, entstand bei den Dreharbeiten zum Film Trutz, an dem neben Hans-Werner Honert, Peter Sodann und Bernd Michael Lade auch Christian Steyer und Jürgen Heimlich beteiligt waren. Im Zuge der Auflösung des DFF und der Gründung des MDR konnte die Produktion verwirklicht werden.
Die Dreharbeiten fanden in Dresden und Umgebung, unter anderem in der Nähe des Blauen Wunders, statt.
Die Kostüme schuf Ursula Rummler, für die Garderobe zeichnete Gerda Schilde verantwortlich.
Die Erstausstrahlung verfolgten 12,19 Mio. Zuschauer, was einem Marktanteil von 35,70 % entsprach.
Neben Peter Sodann und Bernd Michael Lade ist in diesem Film bereits Walter Nickel als Kriminaltechniker zu sehen. Diese Rolle wird er ab dem Film Auf dem Kriegspfad regelmäßig spielen. Bereits hier kommt es zu kleinen Kabbeleien zwischen ihm und Kain. Gustl Bayrhammer tritt als Leiter der Dienststelle auch noch in Tod aus der Vergangenheit auf. Zwischen 1972 und 1981 war er bereits als Oberinspektor Veigl in 15 Filmen des Bayerischen Rundfunks zu sehen. Außerdem tritt die von Monika Pietsch und Thomas Rudnick gespielte Familie Ehrlichers auch in weiteren Filmen auf. Kain hat hier noch den Rang eines Unterkommissars, den es nur bei der Deutschen Volkspolizei gab.

## Kritik
Die TV Spielfilm befand, „die Osterweiterung hat sich gelohnt!“ und nannte den Film einen „spannende[n] Einstand“.